# Élisabeth Vendramini
Pour les articles homonymes, voir Vendramini.
Élisabeth Vendramini (Bassano del Grappa, 9 avril 1790 - Padoue, 2 avril 1860) est une religieuse italienne fondatrice des Franciscaines élisabethines et reconnue bienheureuse par l'Église catholique. 
Elle est fêtée le 2 avril d’après le Martyrologe romain, et le 27 avril dans sa congrégation.

## Biographie
Elisabetta Vendramini est née à Bassano del Grappa le 10 avril 1790 d'une famille aisée, comme en témoignent les actes notariés de diverses archives. À l'âge de six ans, elle est confiée au monastère des augustines où sont reçues les filles de la meilleure société de Bassano. Elle en sort à l'âge de 15 ans, rapidement fascinée par la vie confortable que mène sa famille. À l’approche de son mariage, elle ressent la vocation à une autre forme de vie et malgré la vive opposition de sa famille, elle enseigne à l'orphelinat de Bassano tenue par des tertiaires franciscaines mais le groupe est tenu par une supérieure despotique, qui voit immédiatement une adversaire en Élisabeth et lui inflige des humiliations insupportables. 
Elle rejoint ensuite un institut de Padoue qui accueille des enfants abandonnés, elle y est appréciée mais ne reste qu'un an, jusqu'en novembre 1828, car elle ne partage pas l'approche pédagogique qu'elle trouve trop aristocratique.
Son idée est de fonder un institut avec pour but spécifique la charité. Elle a le soutien de son directeur spirituel. Elle choisit le quartier le plus infâme de Padoue habité par des familles qui vivent dans la pauvreté et la corruption. Le 10 novembre 1828, dans une maison appartenant à la curie épiscopale, accompagnée de deux compagnes, elle accueille les premières filles du quartier pour les éduquer.
L’œuvre prend le nom officiel de Sœurs franciscaines sous la protection de saint François d’Assise et de sainte Élisabeth de Hongrie. Elle est soutenue par Dom Moran, qui l'aide à surmonter les inévitables difficultés économiques ; le Père Bartolomeo Cornet, oratorien, fils de riches marchands vénitiens, apporte également une aide précieuse. On essaie de fusionner son institut avec les Filles de la charité canossiennes mais Élisabeth préfère continuer seule. La première prise d'habit a lieu le 4 octobre 1830 où elle est confirmée comme supérieure. L'année suivante, elle fait sa profession religieuse avec ses compagnes, et en 1833, les premières constitutions religieuses sont données aux sœurs. 
Tout au long de sa vie, elle tente d'obtenir du gouvernement la reconnaissance légale de son institut mais reçoit toujours des réponses négatives, le décret n'est délivré qu'en 1861, quelques mois après sa mort. Cependant, rien ne réussit à décourager Élisabeth, qui croit que l’œuvre est voulue par Dieu. Elle meurt le 23 avril 1860. Elle est enterrée dans le cimetière de Padoue ; son corps disparaît après 1872, lors de la rénovation du cimetière de Padoue.
Son procès de canonisation s’ouvre le 12 janvier 1965. Elle est déclarée vénérable le 18 février 1989 par Jean-Paul II et reconnue bienheureuse le 4 novembre 1990 par le même pape.